# コーク (アイルランド)
コーク (Cork) は、アイルランド南部、マンスター地方にあるコーク県の都市。アイルランド共和国ではダブリンに次いで2番目に大きな都市。コークという名前はアイルランド語の"corcach"（ぬかるんだ場所）から来ている。2005年の欧州文化首都である。

## 地理
干潟が広がる海湾のコーク港の北西側にあり、一帯はオグロシギ、ホシハジロ、ミミカイツブリなどの生息地で、1996年にラムサール条約登録地となった。なお、コーク港はアイルランド海軍の本拠地でもあり、本部のホールボーリン島は外港コーヴの沖合にある。

## 歴史
コークは1185年、イングランド王ジョンによって建設された。
19世紀には、この町の外港コーヴからアメリカに向けて移民船が数多く旅立ったことで知られる。

## 産業
ジェムソン・アイリッシュ・ウイスキーを製造するアイリッシュ・ディスティラーズ社がある。

## 行政・人口

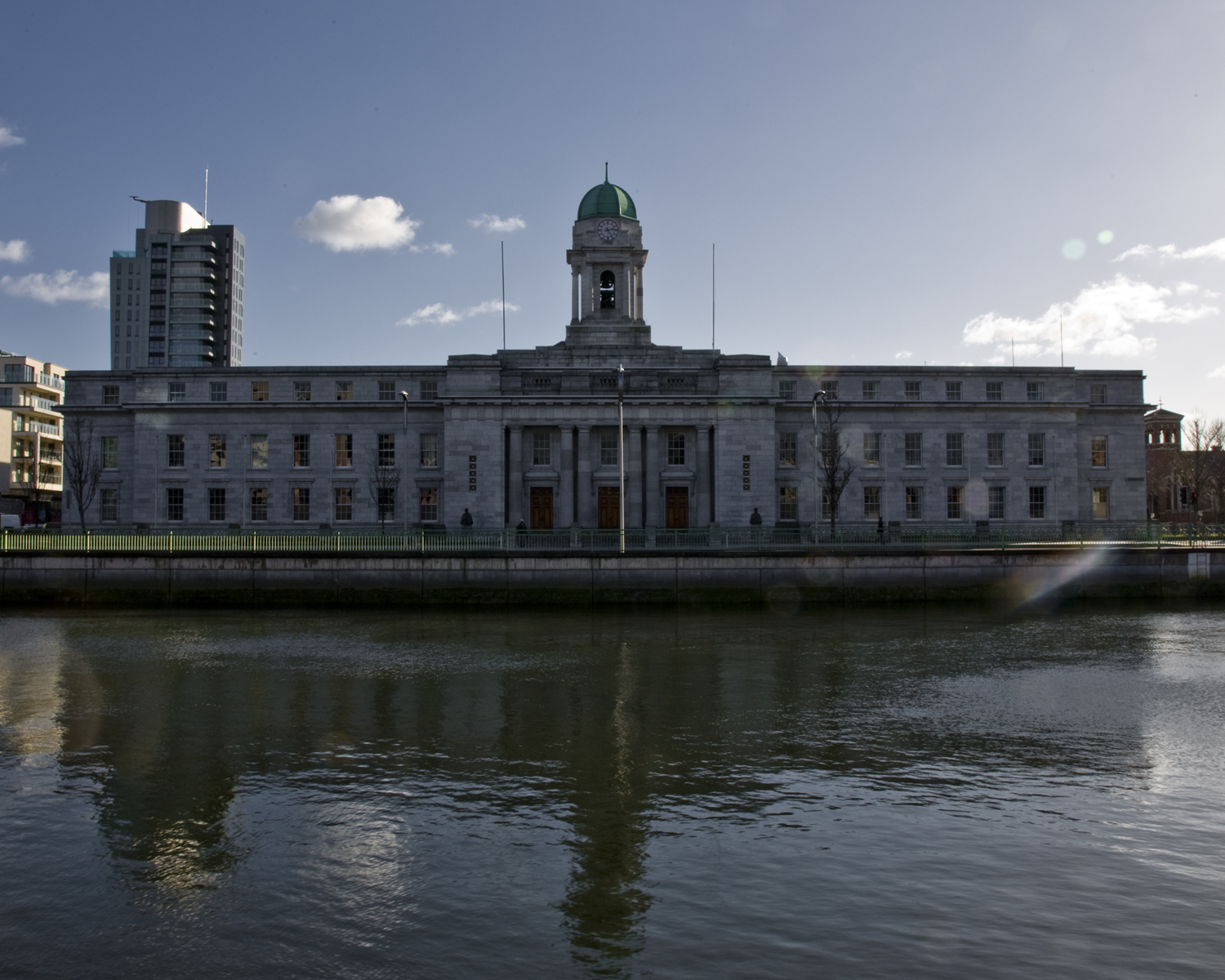
コーク市庁舎の正面図。エシリアンタワーを背景に。

コークの人口は11万9230人でアイルランド第二の都市である。
コーク市政府の権限は2001年地方自治法の規定に基づき、都市計画、道路、衛生、図書館、街灯、公園などに制限されている。
また、市の立法機関としてはコーク市議会が置かれている。
市議会は県議会と対等な権限が保障されている。

### 議会
定数:31
前回の選挙:2014年5月23日

## 交通
- コーク空港

### 道路
コークは近年、道路インフラが改善されつつある。 例えば、コークの南リンクデュアル車道は市内中心部でキンセール道路のラウンドアバウトをリンクするために、1980年代初頭に整備された。 その後まもなく、南リングデュアル車道の最初の部分が開通した。  
延長工事は続けられ、1990年代まで続けN25の開口部と、南環状道路をジャックリンチトンネルの下でリー川を貫通した。 
キンセール道路の高架道路は、コーク空港またはキラーニーに向かうトラフィックのボトルネックを除去するために、2006年8月に開通した。 
この時点で完成した他のプロジェクトには、N20ブラックプールバイパスとマローの道路プロジェクトへのN20コークが挙げられる。 
N22歩行者中心とした通りに再構築も進められ、コーク南環状道路の西の端にリンクボーリンデュアル車道バイパスは、シティセンターの道路整備はパトリック・ストリートプロジェクトを含む2004年9月に開通し、 M8高速道路はダブリンまで接続した。

## 教育
コークはアイルランドの重要な教育の中心地である。1200人中1人が博士課程の学生という割合はアイルランドで最も高い比率である。
コーク都市圏の総人口の内、10%は学生が占める。
ユニバーシティ・カレッジ・コーク(UCC)とコーク技術大学には100ヶ国以上から約3000人が留学している。
UCCはアイルランド国立大学の構成大学であり、芸術と商業、工業技術、法律、医学、科学のカリキュラムがある。
UCCは2003年から2012年まで3回、「年間アイルランドの大学」に認定された。
大学には他にも国立アイルランド海事大学があり、航海学と海洋エンジニアリングを学ぶことができるアイルランド唯一の大学である。
コークの第三レベルの教育機関と研究所は都市や地域の研究とイノベーションをサポートしている。

## 施設
- ターナーズ・クロス (スタジアム)

## コーク出身の人物
- ロイ・キーン：サッカー選手・監督
- リアム・ミラー：サッカー選手
- キリアン・マーフィー：俳優
- ジョナサン・リース＝マイヤーズ：俳優
- フィオナ・ショウ：女優
- ロリー・ギャラガー：ミュージシャン
- エドワード・ドノヴァン：博物画家
- ジェームズ・バリー：画家
- クィービーン・ケレハー：サッカー選手

## 姉妹都市
- - コヴェントリー、イングランド
- - レンヌ、フランス
- - サンフランシスコ、アメリカ合衆国
- - ケルン、ドイツ
- - スウォンジ、ウェールズ
- - 上海、中華人民共和国